# Ельман Асгаров
Ельман Асгаров (азерб. Elman Əsgərov; нар. 13 вересня 1975, Баку, Азербайджанська РСР) — азербайджанський борець вільного стилю, дворазовий срібний призер чемпіонатів Європи, бронзовий призер літньої Універсіади, учасник Олімпійських ігор.

## Біографія
Боротьбою почав займатися з 1990 року. Виступав за борцівський клуб «СКА-Нефтчі» з Баку.

## Спортивні результати на міжнародних змаганнях

### Виступи на Олімпіадах
| Змагання                    | Збірна      | Вагова категорія          | Місце |
| --------------------------- | ----------- | ------------------------- | ----- |
| Літні Олімпійські ігри 2004 | Азербайджан | вільна боротьба, до 66 кг | 12    |

### Виступи на Чемпіонатах світу
| Змагання                        | Збірна      | Вагова категорія          | Місце |
| ------------------------------- | ----------- | ------------------------- | ----- |
| Чемпіонат світу з боротьби 1998 | Азербайджан | вільна боротьба, до 58 кг | 11    |
| Чемпіонат світу з боротьби 1999 | Азербайджан | вільна боротьба, до 63 кг | 10    |
| Чемпіонат світу з боротьби 2001 | Азербайджан | вільна боротьба, до 63 кг | 5     |
| Чемпіонат світу з боротьби 2002 | Азербайджан | вільна боротьба, до 66 кг | 13    |
| Чемпіонат світу з боротьби 2003 | Азербайджан | вільна боротьба, до 66 кг | 23    |
| Чемпіонат світу з боротьби 2005 | Азербайджан | вільна боротьба, до 66 кг | 31    |
| Чемпіонат світу з боротьби 2006 | Азербайджан | вільна боротьба, до 66 кг | 7     |

### Виступи на Чемпіонатах Європи
| Змагання                         | Збірна      | Вагова категорія          | Місце  |
| -------------------------------- | ----------- | ------------------------- | ------ |
| Чемпіонат Європи з боротьби 1999 | Азербайджан | вільна боротьба, до 63 кг | 5      |
| Чемпіонат Європи з боротьби 2000 | Азербайджан | вільна боротьба, до 63 кг | 8      |
| Чемпіонат Європи з боротьби 2001 | Азербайджан | вільна боротьба, до 63 кг | 8      |
| Чемпіонат Європи з боротьби 2002 | Азербайджан | вільна боротьба, до 66 кг | Срібло |
| Чемпіонат Європи з боротьби 2005 | Азербайджан | вільна боротьба, до 66 кг | Срібло |

### Виступи на Універсіадах
| Змагання               | Збірна      | Вагова категорія          | Місце  |
| ---------------------- | ----------- | ------------------------- | ------ |
| Літня Універсіада 1996 | Азербайджан | вільна боротьба, до 57 кг | Бронза |

### Виступи на інших змаганнях
| Змагання                                                         | Країна      | Вагова категорія          | Місце  |
| ---------------------------------------------------------------- | ----------- | ------------------------- | ------ |
| Олімпійський кваліфікаційний турнір з боротьби 2000 (Лейпциг)    | Азербайджан | вільна боротьба, до 63 кг | 11     |
| Олімпійський кваліфікаційний турнір з боротьби 2004 (Братислава) | Азербайджан | вільна боротьба, до 66 кг | 7      |
| Олімпійський кваліфікаційний турнір з боротьби 2004 (Софія)      | Азербайджан | вільна боротьба, до 66 кг | Срібло |
| Гран-прі Німеччини з боротьби 2004                               | Азербайджан | вільна боротьба, до 66 кг | Золото |
| Золотий Гран-прі з боротьби 2006                                 | Азербайджан | вільна боротьба, до 66 кг | 4      |

### Виступи на змаганнях молодших вікових груп
| Змагання                                       | Збірна      | Вагова категорія          | Місце |
| ---------------------------------------------- | ----------- | ------------------------- | ----- |
| Чемпіонат світу з боротьби серед молоді 1995   | Азербайджан | вільна боротьба, до 57 кг | 5     |
| Чемпіонат Європи з боротьби серед юніорів 1993 | Азербайджан | вільна боротьба, до 54 кг | 7     |